# 蒙文大藏經
蒙文大藏经，为大藏经的蒙文译刻本。史上一共有四次译刻。

## 歷史沿革
蒙文大藏经亦是藏文大藏经的蒙文译刻本，又名《如来大藏经》或《番藏经》，是元明清三朝蒙古地区的佛经汇集。元大德年间、明万历年间、崇祯初年、清康熙年间、乾隆年间反复重刻。
藏文大藏經的蒙文譯刻本。又名《如來大藏經》或《番藏經》。先後四次譯刻。
1、元大德（1297～1307）年間，在薩迦派喇嘛法光的主持下，由西藏、蒙古、回鶻、漢族僧眾將藏文大藏經譯為蒙文在西藏地區刻造刷印；
2、明萬曆（1573～1619）年間，補譯了部分典籍增入刊行，崇禎（1628～1644）初年還進行過一次校刊；
3、清康熙帝曾命和碩裕親王福全領銜監修，根據舊文爰加鐫刻，於康熙二十二年（1683）刻就甘珠爾；
4、乾隆六年到十四年（1741～1749）又譯校重刻了丹珠爾，全藏方始完備。現存的漢文甘珠爾目錄分為秘密經、大般若經、第二般若經、第二大般若經、第三般若經、諸般般若經、大寶積經、華嚴經、諸品經、律師戒行經等十類。計秘密經645部，24卷；大般若經1 部，14卷；第二般若經1部，4卷；第二大般若經2部，4卷；第三般若經1部，1卷；諸般般若經24部，1卷；大寶積經46部，6卷；華嚴經1部，6卷；諸品經260部，32卷；律師戒行經18部，13卷。共999部，105卷。